# Jacqueline Lemelle
Jacqueline Lemelle, född 1730, död 1790, var en amerikansk affärsidkare. 
Hon var född i slaveri med en vit och en svart slav som föräldrar. Hon fick dottern Maria Juana med en vit man innan hon blev slavälskarinna till den rike kaptenen och köpmannen Jacques Lemelle i New Orleans, med vilken hon fick tre döttrar mellan 1759 och 1771. Hon köptes av Jacques Lemelle 1762. De döttrar hon fick med Lemelle frigavs vid födseln av sin far. Lemelle förberedde frigivningen av Jacqueline Lemelle 1765, men fullgjorde inte processen innan han reste till Europa samma år och lämnade henne att sköta hans egendom, affärer och pengar i hans frånvaro. Under hans frånvaro fick hon en son med en rik vit man, Don Joseph Dusuau de La Croix. När Jacques Lemelle återvände till New Orleans uppsköt han hennes frigivning på grund av detta. Jacqueline Lemelle frigavs slutligen 1772; hon köpte då sin första dotter Maria Juana och barnbarn. Hon ärvde 1784 merparten av Jacques Lemelles förmögenhet av pengar och slavar. 